# Mahpeyker Hanimsultan
Mahpeyker Hanımsultan (turco ottomano: ماہ پیکر خانم سلطان, lett. "viso di luna"; Istanbul, 17 maggio 1917 – Istanbul, 3 aprile 2000) è stata una principessa ottomana, nota anche come Mahpeyker Enver o Mahpeyker Ürgüp, figlia di Naciye Sultan e pronipote del sultano Abdülmecid I.

## Biografia

### Origini
Mahpeyker Hanımsultan nacque il 17 maggio 1917 a Istanbul, nel Palazzo di Kuruçeşme. Sua madre era Naciye Sultan, figlia di Şehzade Selim Süleyman e nipote del sultano ottomano Abdülmecid I, e suo padre suo marito Ismail Enver. Aveva una sorella e un fratello minori, Türkan Hanımsultan e Sultanzade Ali Bey, e una sorellastra materna minore, Rana Hanımsultan, figlia del secondo matrimonio della madre col fratello minore del suo primo marito, Mehmed Kamil Paşah. 
Nel 1920 suo padre venne trasferito a Berlino e Mahpeyker lo seguì con la famiglia. Nel 1921, restò a Berlino mentre suo padre si recava nell'URSS, dove morì il 4 agosto 1922. Sua madre tornò a Istanbul coi figli dopo essersi risposata, nel 1923, con Kamil Paşah, fratello minore di Enver.
Nel 1924 la dinastia ottomana venne esiliata, e Mahpeyker si stabilì con la famiglia prima a Parigi, dove nacque la sua sorellastra Rana, e poi a Nizza. In questo periodo, venne educata con la sorella e il fratello dal loro patrigno e zio, che insegnò loro a leggere e scrivere. Alle lezioni partecipavano anche le principesse Neslişah Sultan, Hanzade Sultan e Necla Sultan, figlie di Şehzade Ömer Faruk e nipoti del califfo Abdülmecid II.

### Fidanzamento
Nel 1931 il califfo Abdülmecid II progettò di sposare sua figlia Dürrüşehvar Sultan con Azam Jah e Mahpeyker Hanımsultan con  Moazzam Jah, figli di Osman Ali Khan, Asif Jah VII, Nizam di Hyderabad e uno degli uomini più ricchi del mondo. Tuttavia, Mahpeyker fu inclusa nei progetti solo perché il Mahr (dote da pagare alla sposa e alla sua famiglia) richiesto da Abdülmecid per la mano di Dürrüşehvar era troppo alto, così Osman Ali Khan chiese che nell'accordo fosse inclusa anche una seconda principessa per il suo figlio minore. Tuttavia, il matrimonio di Mahpeyker andò a monte perché Şehzade Osman Füad, nipote di Murad V e marito della principessa egizia Kerime Hanim, voleva che Moazzam Jah sposasse invece sua nipote Nilüfer Hanımsultan. La bellezza della ragazza era tale che, quando Moazzam Jah la vide, insistette per rompere il fidanzamento con Mahpeyker e sposare invece Nilüfer. 

### Istruzione e matrimonio
Il 25 maggio 1939 venne approvata una legge che permise a Mahpeyker e ai suoi fratelli di rientrare a Istanbul, dove, secondo la legge del cognome, assunse nome Mahpeyker Enver. Rimase lì fino allo scoppio della seconda guerra mondiale, quando, grazie a uno zio, Nuri Paşah, raggiunse sua madre, che non sopportava la lontananza dai figli, in Svizzera, a Berna, con le sorelle, mentre suo fratello Ali restò a Istanbul. Rientrò a Istanbul nel 1943.
Sua madre assicurò alle sue figlie la migliore istruzione. Mahpeyker studiò medicina e si specializzò in psichiatria. Nel 1948 sposò Fikret Ürgüp, medico e psichiatra, da cui ebbe un figlio. Sua madre non poté partecipare al suo matrimonio, essendo ancora sottoposta a esilio.
I due lavorarono negli Stati Uniti dal 1954 al 1959, in Inghilterra dal 1959 al 1961 e infine tornarono in Turchia. 

### Morte
Mahpeyker morì il 3 aprile 2000, a Istanbul. Il funerale si tenne il 6 aprile nella moschea Galip Paşah a Erenköy, alla presenza dei membri della dinastia ottomana. Fu sepolta nel cimitero di Zincirlikuyu.

## Discendenza
Dal suo matrimonio, Mahpeyker Hanımsultan ebbe un figlio:
- Hasan Ürgüp (1948 - 12 novembre 1989). Non si sposò e non ebbe figli.